# Грабкі-Мале
Грабкі-Мале (пол. Grabki Małe) — село в Польщі, у гміні Гнойно Буського повіту Свентокшиського воєводства.
Населення — 138 осіб (2011).
У 1975-1998 роках село належало до Келецького воєводства.

## Демографія
Демографічна структура на день 31 березня 2011 року:
|          | Загалом | Допрацездатний вік | Працездатний вік | Постпрацездатний вік |
| -------- | ------- | ------------------ | ---------------- | -------------------- |
| Чоловіки | 70      | 17                 | 44               | 9                    |
| Жінки    | 68      | 12                 | 32               | 24                   |
| Разом    | 138     | 29                 | 76               | 33                   |